# ФК Лорјан
ФК Лорјан (фр. Football Club Lorient-Bretagne Sud) је француски фудбалски клуб из Лорјана који се такмичи у Првој лиги Француске. Клуб утакмице као домаћин игра на стадиону Мостоар, капацитета 18.500 седећих места.
Клуб је основан 2. априла 1926. Познати су и по свом надимку "Les Merlus". Током већег дела своје историје Лорјан је био аматерски клуб. Први пут је ушао у Прву лигу Француске 1998. Клуб је највећи успех остварио 2002. освајањем националног купа када је у финалу са 1-0 поражен ФК Бастија.

## Познати играчи
- Кристијан Гуркуф
- Жан Клод Дершавил
- Патрис Локо
- Бакари Коне

## Лорјан у европским такмичењима
| Сезона   | Такмичење | Коло        | Екипа       | Резултат |
| -------- | --------- | ----------- | ----------- | -------- |
| 2002/03. | УЕФА Куп  | 1. коло кв. | Денизлиспор | 3:1, 0:2 |

## Трофеји
- Куп Француске: 1
  - 2002.
- Трећа лига: 1
  - 1995.